# اچ‌ام‌اس بلویدرا (۱۸۰۹)
اچ‌ام‌اس بلویدرا (۱۸۰۹) (به انگلیسی: HMS Belvidera (1809)) یک کشتی بود که طول آن ۱۴۵ فوت (۴۴ متر) بود. این کشتی در سال ۱۸۰۹ ساخته شد.